# Енн Коедт
Енн Коедт (англ. Anne Koedt; нар. 1941) — американська радикальна феміністка, авторка класичної феміністської праці про жіночу сексуальність «Міф про вагінальний оргазм» 1970 року. Була пов'язана з групою New York Radical Women, співзаснувала з Шуламіт Фаєрстоун New York Radical Feminists.

## Життєпис
Коедт народилася в Копенгагені в 1941 році в родині Бобса Коедта (народжений Андреас Пешке-Коедт) та Інгер Коедт. Її батьки брали участь у данському русі опору під час Другої світової війни, приховуючи євреїв у своєму підвалі, поки біженців не вдалося переправити до Швеції. Батько був архітектором і фотографом, який підробляв паспорти лідерів датського опору. Бобс народився в Ріверсайді, штат Каліфорнія, і виріс за межами Копенгагена. Німці заарештували і допитали Бобса та відправили до нацистського штабу, але він вижив неушкодженим. Завдяки американському громадянству батька сім'я Коедт змогла легко іммігрувати до США і оселилася в Сан-Франциско. Батько, який страждав від депресії та судом, покінчив життя самогубством незадовго до свого 80-річчя. Її мати жила в Джексон-Гоулі, штат Вайомінг, понад 60 років. Будучи вихованою протестанткою, Інгер була активною в єврейській громаді Джексон Гоул. У вересні 2011 року Інгер Коедт одружилася з Еллен Левін, її партнеркою протягом 40 років. У травні 2012 року Левін померла. Інгер Коедт померла 14 серпня 2021 року у віці 106 років, будучи однією з найстаріших мешканок округу Тетон.

## Активізм
Енн Коедт була одною із засновниць New York Radical Women, ранньої феміністської групи, створеної восени 1967 року, яка виступала піонеркою звільнення жінок через активізм, такий як зрив конкурсу «Міс Америка» 1968 року, написання та публікація феміністичних робіт, а також пов'язування особистих проблем із політичним утиском у формі малих груп підвищення свідомості. Наприкінці 1968 року вона також співзаснувала The Feminists, сувору феміністську сепаратистську групу, з Ті-Грейс Аткінсон після того, як та залишила нью-йоркський відділ Національної організації жінок; серед інших видатних учасниць були Шейла Майклз, Барбара Мерхоф, Памела Кірон і Шейла Кронан. У 1969 році Коедт залишила The Feminists, щоб створити New York Radical Feminists (NYRF) разом із Шуламіт Фаєрстоун. NYRF (не плутати, як це часто буває, з більшою та старшою нью-йоркською Радикальною жіночою групою, яка все ще збиралася, і чиє членство було мінливим і часто перетиналося з меншими групами) була організована в невеликі осередки або «бригади», названі на честь відомих феміністок минулого; Коедт і Фаєрстоун очолювали Бригаду Стентон — Ентоні. До 1970 року конфліктуючі фракції всередині NYRF вигнали Коедт і Фаєрстоун з групи, яку вони заснували, і Коедт відійшла від організованої активності, пізніше прокоментувавши: «Після цього я покінчила з групами».
У 1978 році Коедт стала співробітницею Жіночого інституту свободи преси (WIFP). WIFP — американська некомерційна видавнича організація. Організація працює над розширенням спілкування між жінками та об'єднанням громадськості з формами медіа, орієнтованими на жінок.

## Роботи

### «Міф про вагінальний оргазм»
У 1968 році Енн Коедт опублікувала свою найвпливовішу працю «Міф про вагінальний оргазм» у радикально-феміністичному журналі учасниць New York Radical Women під назвою «Записки з першого року». У цій статті Коедт відверто кинула виклик панівним уявленням про жіноче сексуальне задоволення, яких дотримувалися більшість медичних і психоаналітичних експертів того часу, які були майже виключно чоловіками. Зокрема, у статті виступала проти переважаючого фрейдистського погляду на жіночу сексуальність, який відкидав кліторальний оргазм як «незрілий» і розглядав оргазм, досягнутий через вагіну, як єдину «зрілу» форму. Жінок, яким не вдалося досягти оргазму через проникаючий гетеросексуальний акт, професійне співтовариство позначало як дисфункціональних або фригідних. На думку Коедт, такий підхід покладає несправедливу провину на жінок за відсутність у них задоволення під час прямого сексу, неточно патологізує нормальну жіночу статеву функцію та змушує багатьох жінок шукати непотрібного психоаналітичного лікування неіснуючої хвороби замість того, щоб досліджувати методи, які б призвели до більш приємного сексуального досвіду. На підтримку своєї позиції Коедт зібрала сучасні дослідження жіночої анатомії та сексуальної реакції, включаючи нещодавню роботу Альфреда Кінсі та Мастерса і Джонсон, щоб продемонструвати, що клітор, а не вагіна, є основним місцем еротичної стимуляції жінки. Коедт продовжувала стверджувати, що чоловічий шовінізм і прагнення підтримувати жінок у підпорядкованій ролі були основною рушійною силою, яка увічнює неправильні уявлення про жіночу сексуальність.
Стаття була широко розповсюджена у формі памфлету, надихнувши багатьох прихильниць виступати за целібат або просувати лесбійство як позитивну альтернативу гетеросексуальності для жінок. Інші читачки-феміністки були більш критичні, особливо щодо твердження про те, що жінки, які свідчать, що відчували вагінальний оргазм, були або заплутані через відсутність освіти щодо власного тіла, або «симулювали це», щоб не образити своїх коханців.

### «Жінки і радикальний рух»
17 лютого 1968 року Енн Коедт виступила з промовою про звільнення жінок і роль, яку мають відіграти радикальні жінки в жіночій революції, щоб змінити загальну фундаментальну концепцію жінки. Коедт виступає за систематичні зміни та закликає радикально налаштованих жінок кинути виклик динаміці домінування і покори, яка формує стосунки між чоловіками та жінками. Коедт називає жіночі проблеми та звільнення жінок соціальною та політичною проблемою, яка має багато подібностей до боротьби за владу чорношкірих. Коедт також торкається теми верховенства чоловіків і того, як покращити становище жінок як пригнобленої групи в суспільстві, підкреслюючи важливість боротьби за жінок всюди, а не лише в радикальному русі. У своїй промові Коедт закликає радикально налаштованих жінок вчитися з історії та минулих революцій, у яких жінки брали участь, але не отримали жодних переваг, таких як Американська революція та Економічна/Радянська революція. У промові робиться висновок, що для того, щоб змінити основну структуру суспільства, яка дає чоловікам владу над жінками, жінки не повинні підтримувати будь-яку революцію, яка спрямована на зміни, але не піклується про звільнення жінок від домінуючого становища чоловіків у суспільстві. Недостатньо покращити другорядні характеристики свободи чи отримати певні привілеї, справжня радикальна революція має подолати основну структуру жіночого гноблення в патріархальному суспільстві.

### «Нотатки з першого року»
New York Radical Women зібрали групу феміністичних текстів і промов зі своїх робіт у 1968 році під назвою «Нотатки з першого року», відредагованих Коедт. Компіляція включала тексти від Шуламіт Фаєрстоун, Дженніфер Гарднер, Кеті Аматнієк і самої Коедт. Серед творів Коедт — «Міф про вагінальний оргазм» і «Жінки та радикальний рух» — промова, яку вона виголосила у Вільному університеті Нью-Йорка 17 лютого 1968 року.

### Інші роботи
Груднева 1969 року «Політика Его, маніфест для нью-йоркських радикальних феміністок» Коедт була вперше опублікована в «Записках з другого року», а пізніше в її антології «Радикальний фемінізм». Уривок із цього маніфесту продовжував поширюватися як частина брошури «Вступ до нью-йоркських радикальних феміністок» 1976 року, поки поштова скринька NYRF не закрилася в 1989 році.
Коедт стала редакторкою Notes From the Third Year, замінивши Шуламіт Фаєрстоун у 1972 році. Деякі феміністські групи вважали, що більш радикальні феміністські позиції, які були включені раніше, були відредаговані з цього третього видання.

## Вибрані твори
- «Міф про вагінальний оргазм» (1970)
- «Лесбійство і фемінізм» (1971)[18]
- Коедт, Енн; Левін, Еллен; Рапоне, Аніта (ред.) (1973). Радикальний фемінізм.